# Pokojov
Pokojov (in tedesco Pokojow) è un comune ceco situato nel distretto di Žďár nad Sázavou, nella regione di Vysočina.